# Městský hrad v Kremnici
Městský hrad v Kremnici tvoří soubor stavebních památek nacházejících se na vyvýšenině nad centrálním náměstím Kremnice v okrese Žiar nad Hronom v Banskobystrickém kraji. Komplex středověkých budov různého účelu vznikal postupně v průběhu tří století, od poloviny 13. do konce 15. století.

## Původ hradu
Území hradního kopce patřilo ke dvěma místům nejstaršího osídlení ve městě. Svědčí o tom doložené archeologické nálezy. Hradní kopec měl původně vzhled nízké homole. Obepínal ho prstenec opevnění v podobě jednoduché kamenné hradby.
Původně na místě dnešního hradu stál románský kostel s hřbitovem a kostnicí. Koncem 14. století vyrostlo kolem kostela opevnění, do kterého postavili palác komorského hraběte. Při něm se nacházelo skladiště na bezpečné uložení vydolovaného zlata a mincí vyražených v mincovně. Postupem času v hradním areálu přibývaly další stavby a v období vrcholné gotiky se definitivní podoba hradu ustálila. Stalo se tak ve dvou etapách přestavby a terénních úprav. Při první přestavbě byl vybudován dvojitý prstenec hradeb. Současně s hradbami byla na severu postavena vstupní věž, na západní straně malá věž (dokončená nejpozději před rokem 1380) a na východě, k parkánové zdi, půlkruhová bašta.
Druhou gotickou přestavbu hradu začali po polovině 15. století. Její součástí byly zejména terénní úpravy hradního areálu a přestavba opevnění, aby účinněji chránilo obránce před novou bojovou technikou – palnými zbraněmi.

## Severní věž a vstupní brána ze severu
Opevnění představuje dvojitou gotickou hradební zeď se vstupní branou umístěnou na severní straně. K bráně vede přes hluboký příkop kamenný most. Na jeho místě stál původně padací most, jak nasvědčuje obdélníkový výřez okolo portálu s otvory pro provazy. Brána má tvar hranolové věže se střílnami původně umístěnými na všech stranách. Dodnes se zachovaly pouze na čelní stěně spolu s tzv. piknůskem, otvorem, kterým se na nepřítele lila hořící smůla nebo horký olej.
Severní věž sestává ze tří pater. Na spodním patře sídlil pán, který se staral o hradní areál a na prvním a nejvyšším patře strážci, kteří chránili severní vjezd do areálu. V této věži se nachází expozice obrany města s ukázkou sečných a střelným zbraní na nejvyšším patře; na dalších patrech je expozice archeologického výzkumu Městského hradu.

## Kostnice svatého Ondřeje
Na hradním nádvoří, vlevo za branou stojí nejstarší stavba ve městě – kostnice z druhé poloviny 14. století. Je to kruhovitá stavba, která se skládá ze dvou částí – kaple a vlastní kostnice. Spodní část, zapuštěná do země, má původně šestidílnou románskou klenbu s hranolovými žebry. Tato část byla kostnicí, do které se ukládaly kosti vykopané na hřbitově ze starších hrobů. Horní část je románská, pocházející ze 14. století. Má stejnou šestidílnou žebrovou klenbu, na které je umístěn hornický znak. Výzdobu tvoří fresky s motivy života a mučení svatého Erasma.

## Hornická bašta
Za kostnicí stojí tzv. hornická bašta, která má v půlkruhovém základě polygonální část. Pětiboký půdorys této části, válcovité přípory v rozích a gotická okna nasvědčují tomu, že tato část byla asi v první polovině 15. století stavěna jako presbytář nového hradního kostela. K této dostavbě však nedošlo; závěr presbytáře byl pak přestavěn na baštu.

## Kostel svaté Kateřiny
Ústřední stavbou hradního komplexu je pozdně gotický dvojlodní kostel svaté Kateřiny. Je to stavba s poměrně krátkou, ale širokou lodí, s dlouhým presbytářem, dvěma kaplemi a s mohutnou a vysokou věží. Věž kostela byla velmi poškozena při požáru v roce 1560, proto byla dostavěna později v renesančním slohu. Roky dostavby jsou vytesány do nárožních kamenů. Ve vrchním patře věže bývala strážnice, sloužící k pozorování města a okolí a ohlašování zvukovými signály nejen čau, ale i poplachů při požárech nebo nepřátelských útocích.
Kostel je zasvěcen svaté Kateřině, která je i patronkou města Kremnica. Byl dostavěn v roce 1488 v gotickém stylu, později byl upraven barokně a na konci 19. století upraven neogoticky pod vedením Franze Storna v duchu purismu. V kostele se nachází pět neogotických oltářů z lipového dřeva pozlacených lístkovým zlatem. Čtyři jsou křídlového typu – hlavní oltář svaté Kateřiny, oltář svatého Josefa, svaté Anny a oltář Svatého kříže. Pátý oltář Panny Marie je skříňového typu. Přes tento oltář se dá dostat na renesanční kazatelnu.
Kostel byl původně katolický, během reformace evangelický a v současnosti je opět katolický. Nejnovějším prvkem kostele jsou varhany, který mají téměř 3500 píšťal. Využívají se zejména v měsících červenci a srpnu, kdy se koná festival Kremnické hradní varhany každou neděli v 18.00 v kostele svaté Kateřiny. Kostel si zachoval i svou církevní funkci a každou neděli ráno v něm bývají mše.

## Hodinová věž
Nedaleko věže kostela stojí další bašta Hodinová věž. Je to čtyřpodlažní hranolovitá stavba tzv. Furl nebo i Malá věž. Její jádro je z první poloviny 13. století. V 14. století sahala pouze do výšky třetího patra. Klenby, které se nacházejí v přízemí jsou ze 16. století. Patro určené pro zvony bylo nastavené až o sto let později. Umístili sem největší renesanční zvon Urban odlitý Petrem Gräfom v roce 1588. Věž dostala jméno podle hodin umístěných na druhém patře v 18. století. Tyto hodiny byly později přemístěny na věž kostela sv. Kateřiny. V současnosti je v Hodinové věži expozice Kremnické zvony a zvonaři, která je doplněna o zvukové nahrávky zdejších zvonů. Vedle zvonu Urban visí umíráček přenesený ze zničeného kostela na Kalvárii.

## Stará radnice
Proti portálu kostela stála na jižní straně opevnění stará radnice. Postavili ji kolem 15. století mezi hlavní a Parkanovou hradební zeď. Městská rada zde zasedala až do roku 1560. Po tomto roce zde byl uložen městský archiv až do poloviny 18. století. V roce 1898, po předchozím vážném narušení statiky budovy v roce 1894, zbourali její horní část. Dnešní barokní budova radnice se nachází na Štefánikově náměstí pod hradem.
V budově staré radnice se nacházejí barokní plastiky, které pocházejí z kostela svaté Kateřiny v první místnosti a v druhé z kostela Nanebevzetí Panny Marie, který kdysi stál na náměstí.

## Schodišťová bašta
V těsném sousedství staré radnice stojí schodišťová bašta, kdysi nazývaná také farní baštou, pravděpodobně proto, že v ní bydlel v 14. a 15. století městský farář. Schodiště v ní bylo postaveno v 15. století. Dnešní kryté schodiště pochází z 18. století. Věž byla přestavěna v 19. století.
Hrad se do dnešních dnů nedochoval v původním rozsahu. V roce 1898 snížili staticky narušenou budovu staré radnice a v letech 1884–1888 v rámci restaurování hradu snížili hradební zdi a na nádvoří zbourali budovy, v nichž pravděpodobně sídlil komorní hrabě.
Kremnický městský hrad tvoří dnes neodmyslitelnou dominantu města. Představuje skloubení několika staveb z několika století. Je vynikající ukázkou stavitelské zdatnosti a výtvarných ambicí jeho tvůrců. Jasně dokumentuje významnost a prosperitu tehdejšího královského horního města, jehož rozkvět vyvrcholil v 15. a 16. století.
Pozoruhodný stavební komplex hradu prošel ještě několika stavebními úpravami souvisejícími zejména se změnou majitele. Největší část z jejich se realizovala v 18. století – opravili se interiér i exteriér. Tabule s udáním letopočtu 1715, zazděná do jižní stěny věže, zpřesňuje rok této úpravy. Největší a zřejmě nejradikálnější zásah na objektech se udělal po katastrofálním sesuvu půdy v noci z 29. na 30. prosince 1879. Na kostele sv. Kateřiny opadala část omítek, postupně se začaly objevovat nebezpečné trhliny v interiéru i exteriéru. Na základě rozhodnutí městské komise začala rekonstrukce, která proběhla v duchu respektování stavby kostela jako historické památky z 15. století. V intencích této zásady odstranili z kostela barokní helmici věže a nahradili ji dnešním vysokým novogotickým jehlancem s ochozem. V exteriéru nahradily starší omítku novou a naznačili na ní kvádrování. To mělo vyvolat iluzi, že jde o kamennou stavbu.
Opravy začaly v jarních měsících roku 1884. Současně s opravnými pracemi na kostele věnovali pozornost i opravě hradeb. Ozubené a nerovné zdivo hradeb bylo sníženo a zakončeno nově řešeným cimbuřím.
Objekt městského hradu v Kremnici byl 24. dubna 1970 prohlášen za národní kulturní památku.

## Galerie

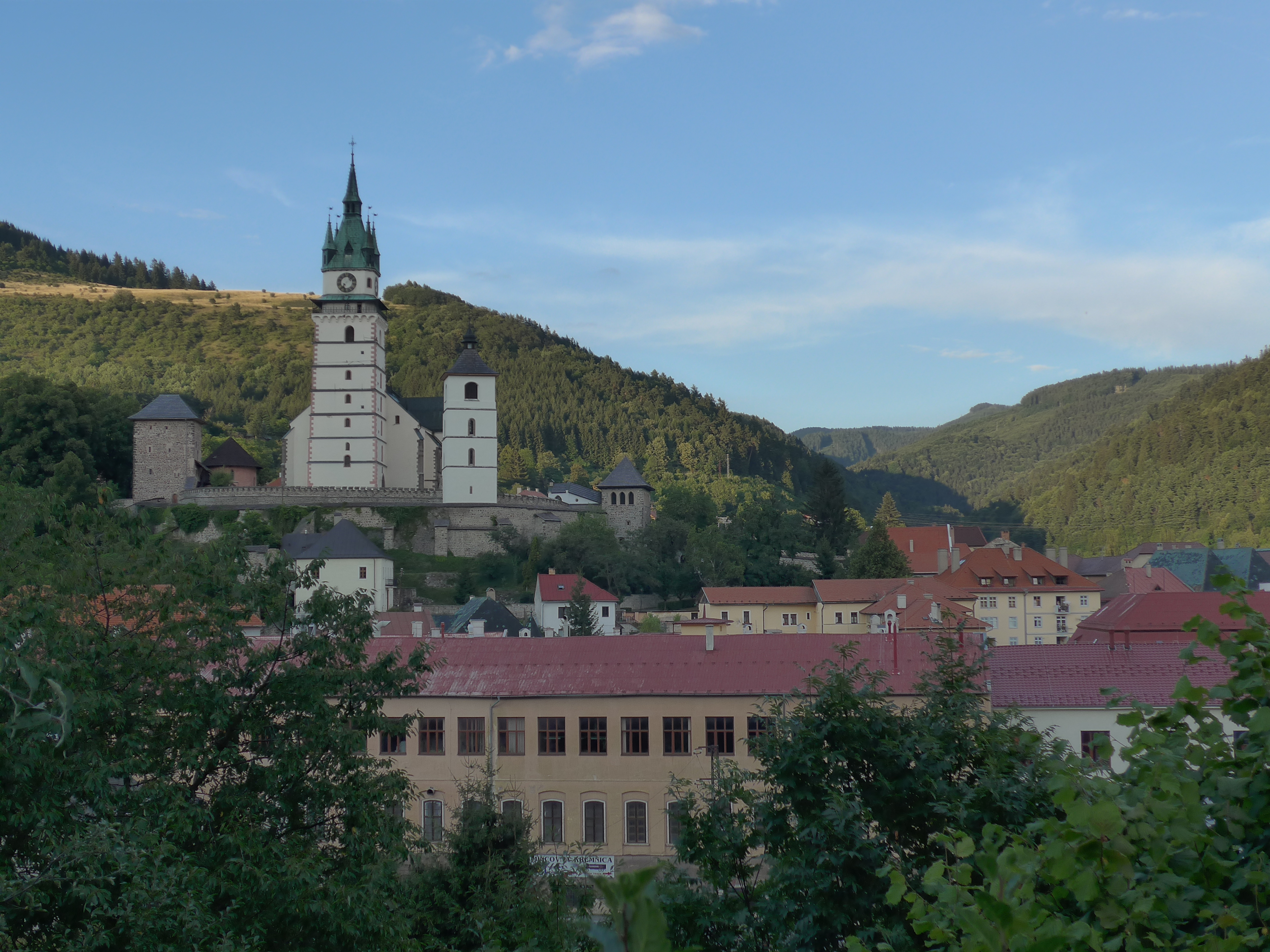
Pohled na městský hrad z protilehlého vrchu Kalvárie
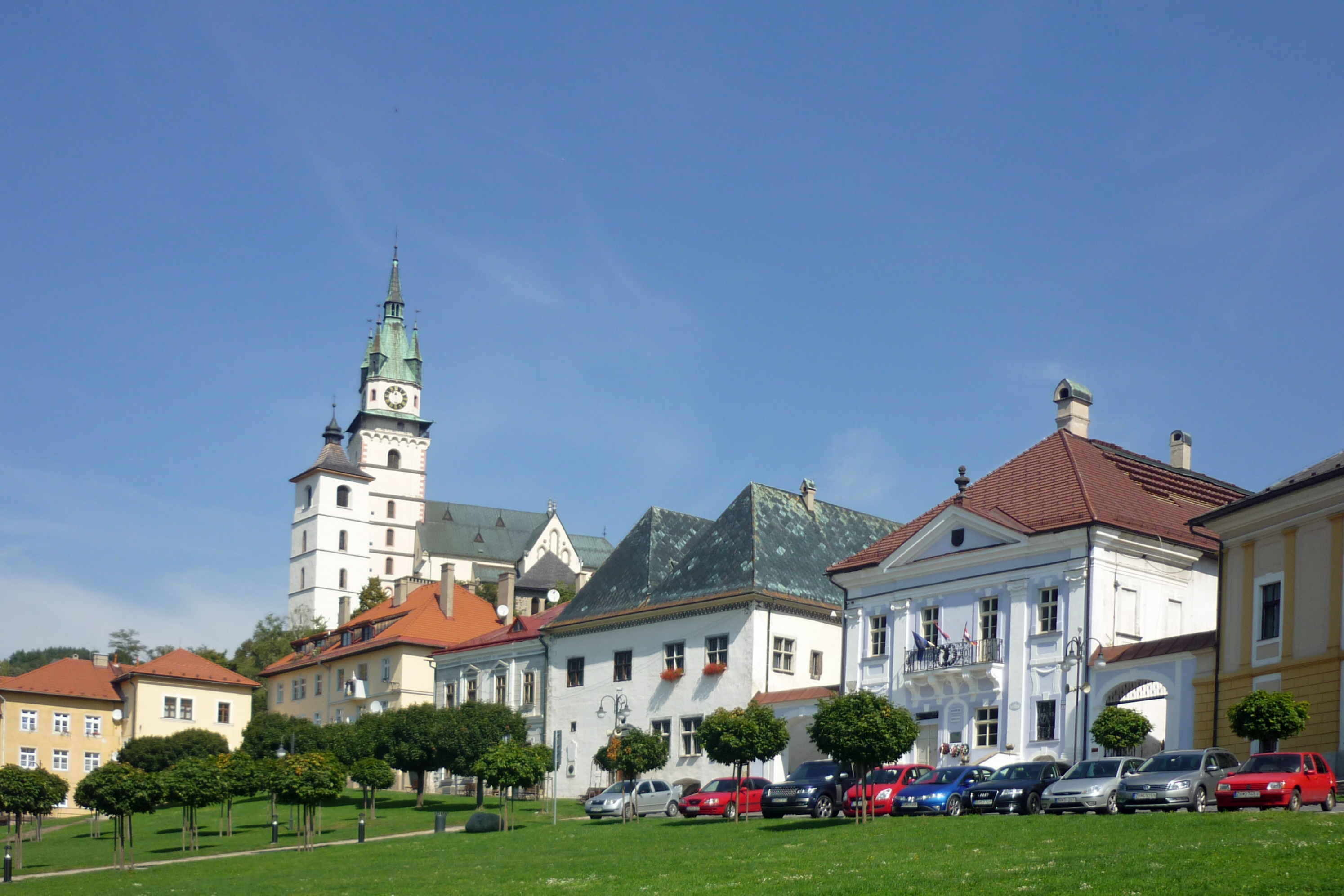
Městský hrad ze Štefánikova náměstí
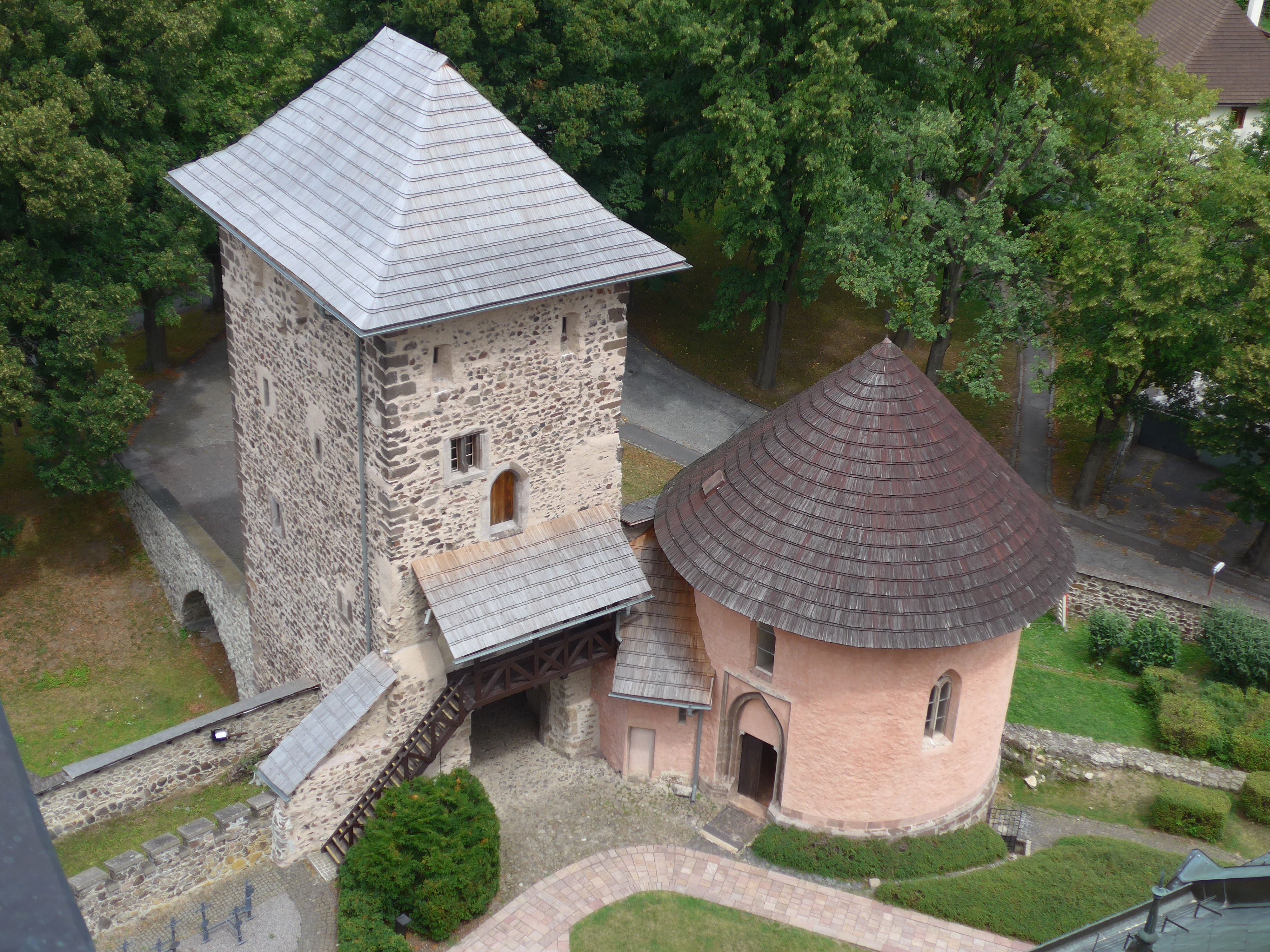
Vstupní věž městského hradu s karnerem
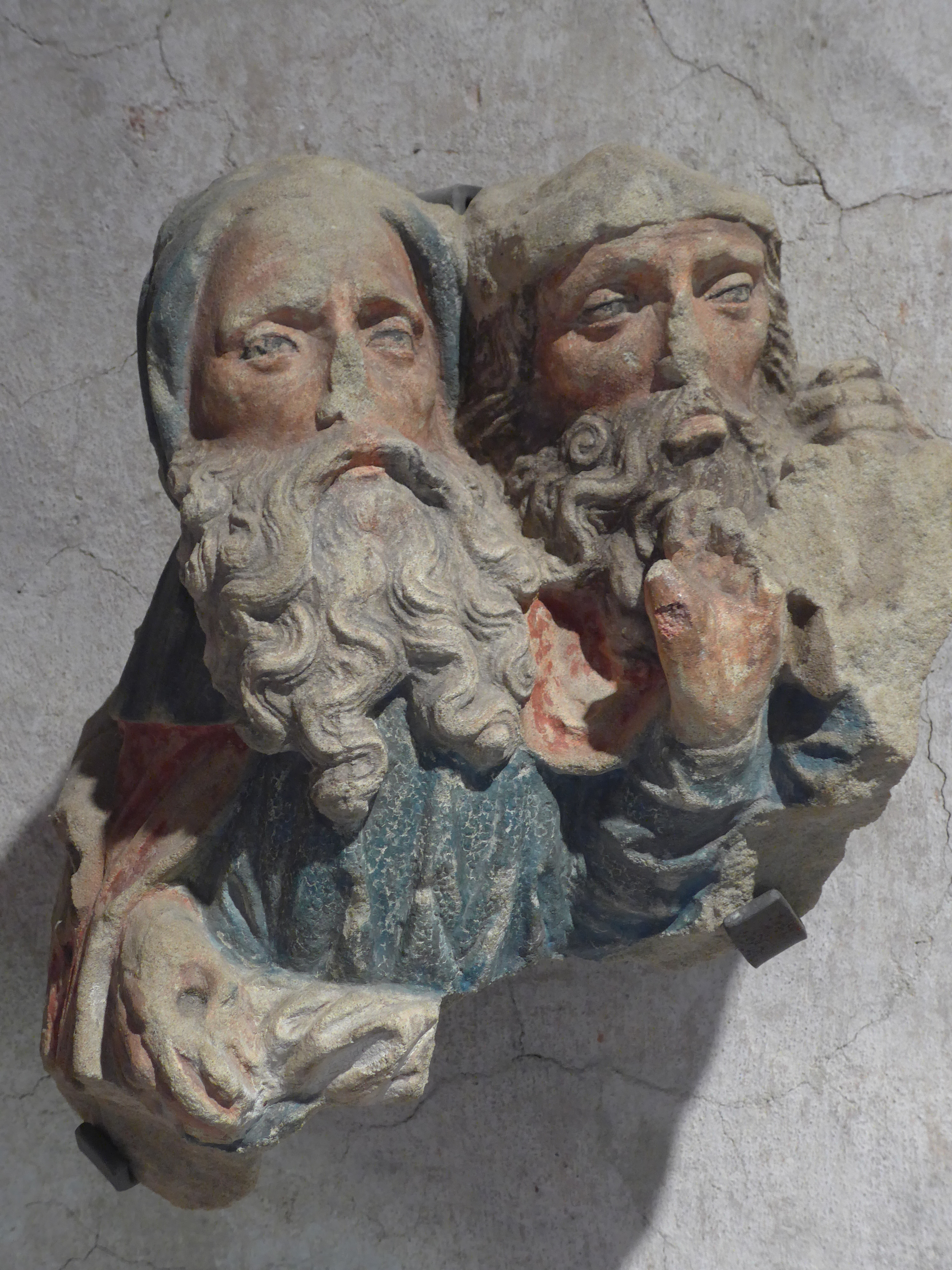
Gotické sochy v hradním muzeu